# Söderblomflat
De Söderblomflat is een torenflat gelegen in Rotterdam-Ommoord aan de Söderblomplaats, die aangelegd is in 1966. De bouw van de flat kwam gereed in 1972.

## Ligging

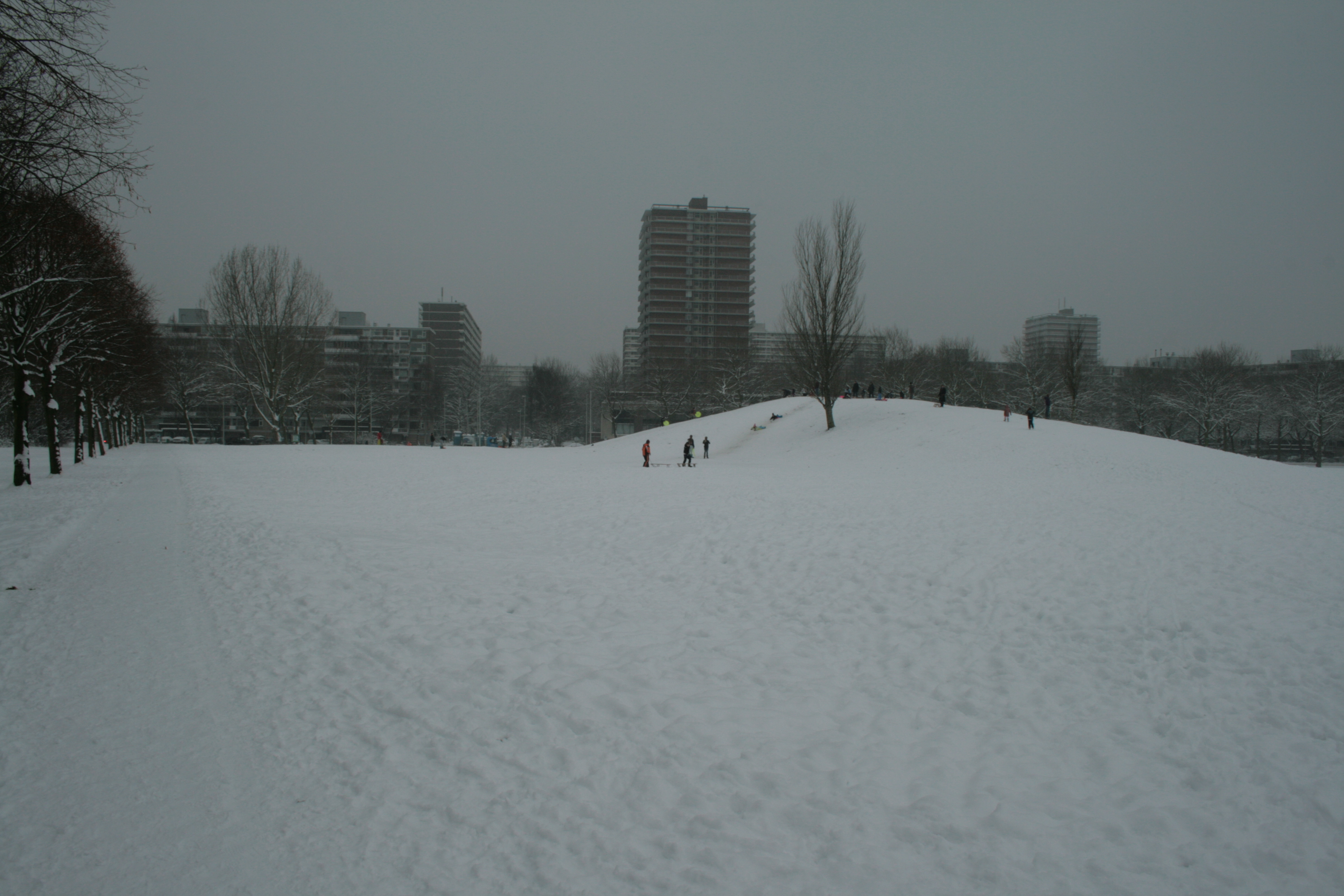
Söderblomtoren vanaf Ommoordse Veld, 2010

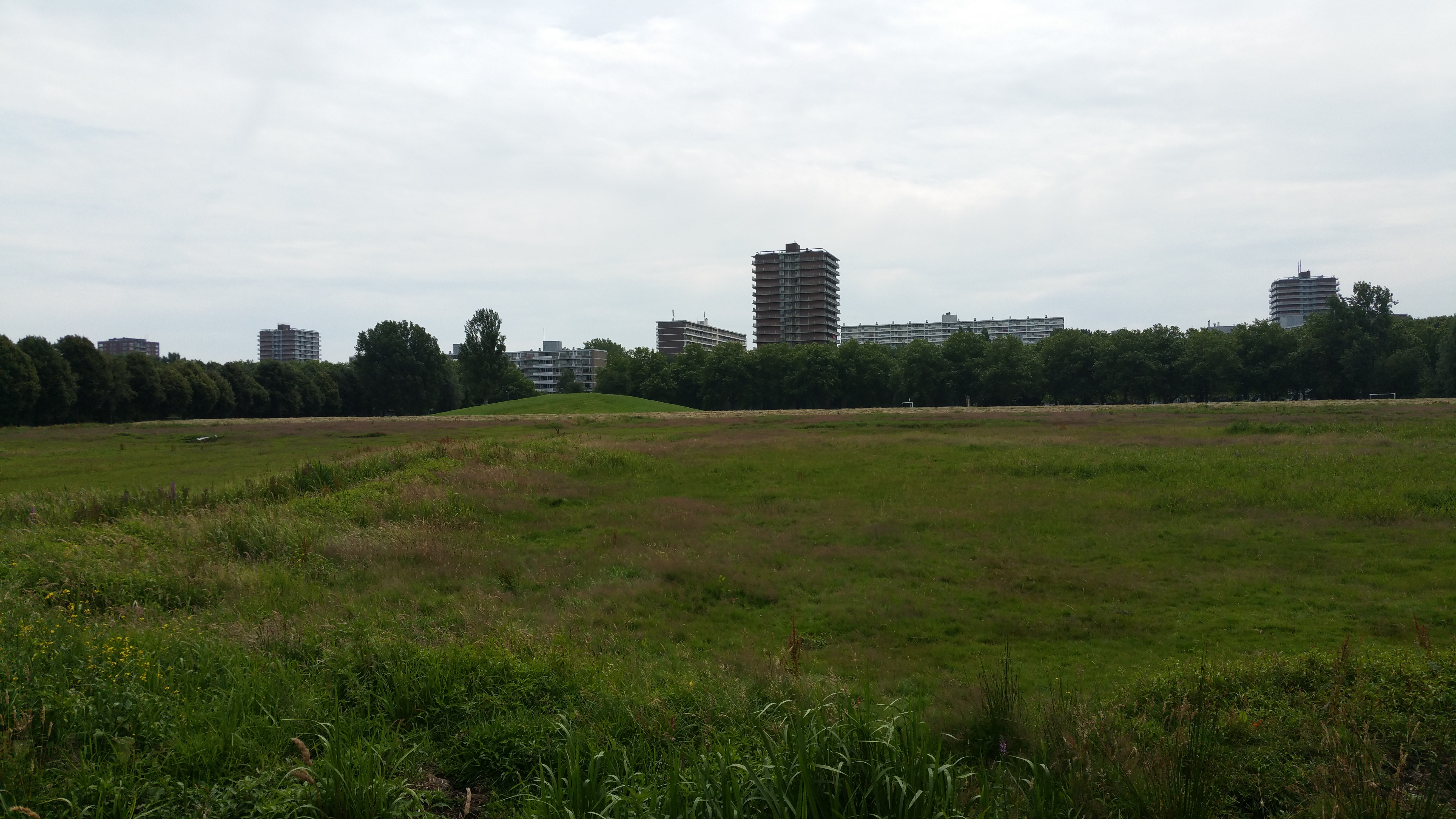
Söderblomtoren vanaf Ommoordse Veld, 2016

De Söderblomflat staat aan de rand van het middengebied van Ommoord. Bij helder weer kan men vanaf de 20e verdieping de Technische Universiteit in Delft, de tuinbouwkassen van Bleiswijk, enkele hoge gebouwen in Zoetermeer, de Zevenhuizerplas en de Rotterdamse wijk Nesselande zien liggen. Het uitzicht op het centrum van Rotterdam is voorbehouden aan bewoners van flats op de 15e verdieping of hoger aan de westzijde. 
Tegenover de Söderblomtoren, ten noorden van de President Wilsonweg, ligt het Ommoordse veld, een park met grasvelden en een kinderboerderij. Aan de overkant van de Rotte bieden het Bergse Bos en de Skiberg bij Bergschenhoek mogelijkheden voor buitenrecreatie.
Vanaf de Söderblomplaats is het 2,5 kilometer naar de oprit van de A20 richting Gouda en 3,75 kilometer naar de oprit van de A16 richting Dordrecht. Het centrum van Rotterdam is per metro/sneltram in twintig minuten te bereiken vanaf halte Romeijnshof.

## Architectuur
De Söderblomtoren heeft een hoogte van 62 meter en telt 160 woningen, verdeeld over twintig verdiepingen, er zijn acht woningen per verdieping. Het gebouw is ontworpen door architect J. Nust van architecten- en ingenieursbureau Bakker en Bakker uit Amsterdam.  Hij maakt deel uit van een serie van zes torenflats in Ommoord die er hetzelfde uitzien, waarvan er drie langs de metro-sneltramlijn staan en drie langs de President Wilsonweg. Na 2000 zijn er, in het kader van verdichting, nog twee luxere torenflats bijgebouwd, de 'Binnenhoftoren' aan de Niels Bohrplaats en 'De Hooghe Hes' aan de Hesseplaats. De wijk Ommoord is ontworpen door Lotte Stam-Beese.

## Woningverkoop
Tussen 2005 en ongeveer 2012 bood woningcorporatie Woonbron flats in de Söderblomtoren te koop aan bij zittende huurders en geïnteresseerden die in aanmerking kwamen voor een sociale huurwoning. Kopers konden hun woning later niet op de vrije markt verkopen, maar moeten die bij vertrek terugverkopen aan Woonbron. De bedoeling was dat de helft van de bewoners eigenaar zou worden waardoor de sfeer in de flat zou verbeteren. Uiteindelijk zijn er niet meer dan twintig huurwoningen onder deze voorwaarden verkocht.

## Bevolkingssamenstelling en veiligheid
In 1992 lagen de huren in de Söderblomtoren nog boven de subsidiabele grens voor de huursubsidie, waardoor mensen met verschillende inkomens in de flat woonden. Na invoering van de inkomensafhankelijke huur en de verhuurdersheffing zijn veel mensen die wat geld te besteden hadden uit de Söderblomtoren weg verhuisd. Zij werden vervangen door mensen met een vluchtelingenstatus, ex-gedetineerden en cliënten van de Pameijerstichting. Veel bewoners hebben deze ontwikkeling ervaren als een achteruitgang van hun woongenot, aangezien hun nieuwe buren vaak veel problemen meebrachten. In 2024 kwamen uitsluitend huurders met de allerlaagste inkomens nog in aanmerking voor een sociale huurwoning in de Söderblomtoren.

## Kunstwerk

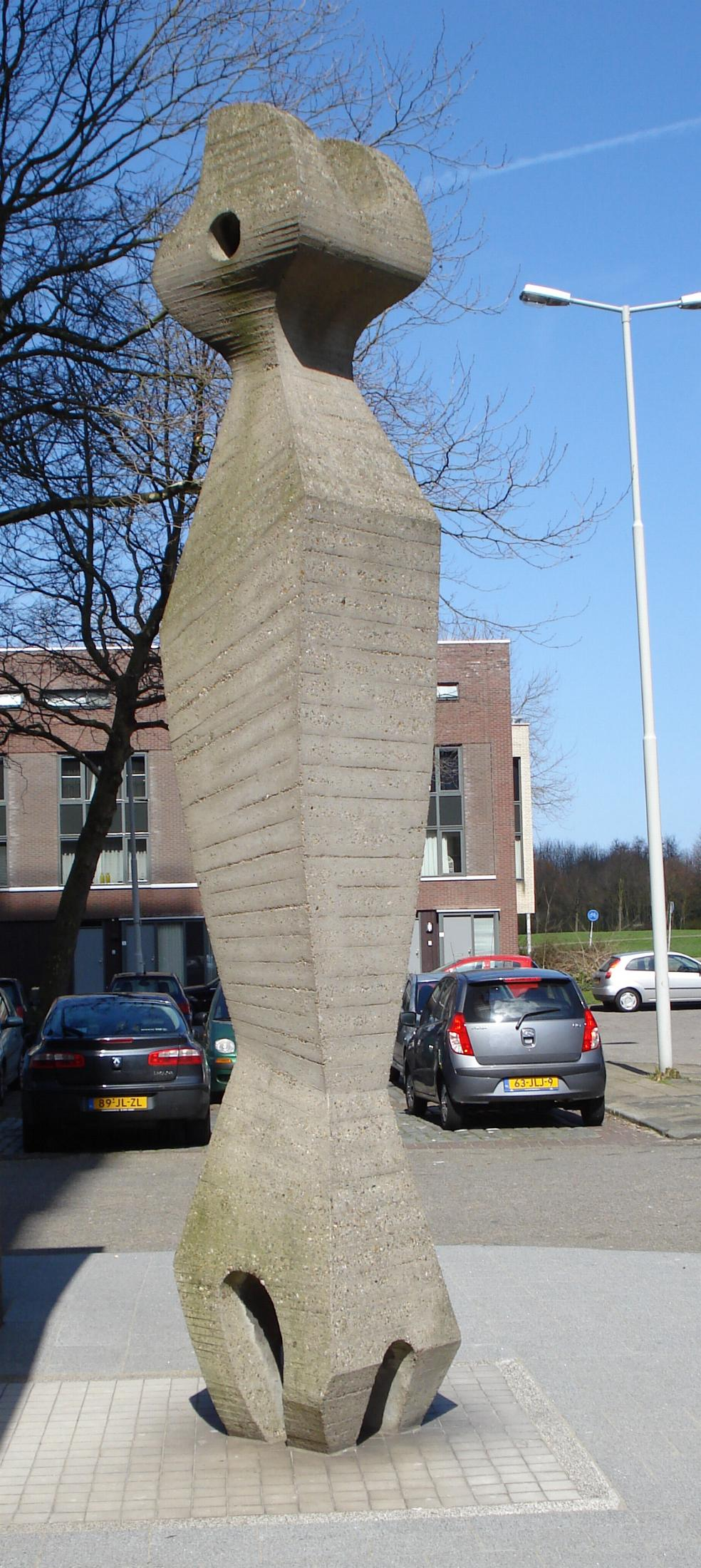
Kunstwerk nabij de ingang

Naast de ingang van de toren bevindt zich een abstract beeld van kunstenaar George van der Wagt, uitgevoerd in beton. Het kunstwerk heeft geen titel. Het zou een kat voorstellen maar de bewoners van de flat zien dat er niet in. Tijdens een VvE-vergadering is ooit gevraagd of "dat lelijke ding" niet verwijderd kon worden.

## Bewonersparticipatie
Vanaf maart 2008 tot omstreeks 2014 had de flat een eigen bewonerscommissie. Vanaf 2009 werd vergaderd over stemrecht voor de huurders in de Vereniging van Eigenaren van de de Söderblomtoren, want de bewonerscommissie kon geen besluiten nemen zonder de VvE.  In 2011 werd het stemrecht van de huurders vastgelegd in een contract tussen de LeefbaarheidsCommissie Söderblomplaats (LCS) en de Vereniging BewonersCommissies Prins Alexander (VBC-PrA) met Woonbron, maar vanaf ongeveer 2016 vergeet Woonbron steeds om de huurders uit te nodigen voor de ledenvergaderingen van de VvE. Door het stemrecht van de huurders af te pakken, in strijd met het contract uit 2011, heeft Woonbron weer alle beslismacht binnen de VvE in handen, aangezien Woonbron als verhuurder en groot-eigenaar de meerderheid van de stemmen heeft in de VvE-vergadering.

## Brand van 2017
In oktober 2017 was er een grote brand in de Söderblomtoren , waarbij de bewoner van 1 woning om het leven kwam en nog 6 andere bewoners rookvergiftiging opliepen. Veel bewoners hadden geen idee langs welke weg ze het gebouw veilig konden ontvluchten. Oudere bewoners lukte het het niet om via het trappenhuis naar beneden te komen.  De middag na de brand was er een bijeenkomst in wijkgebouw Romeijnshof, waarbij woedende huurders hun verhuurder Woonbron ter verantwoording riepen en klaagden dat zij de verroeste deurtjes onder de hekken op het vluchtbalkon niet open kregen.  De brandweer stelde vast dat er geen rookmelders in het gebouw aanwezig waren. Aangezien Woonbron weigerde om brandmelders te betalen,  zag de brandweer zich genoodzaakt om brandmelders uit te delen aan bewoners. Er was in de VvE al sinds 2012 gepleit voor een ontruimingsoefening en brandmelders, maar Woonbron weigerde elke medewerking hieraan.  Tijdens het onderzoek  naar de brand, uitgevoerd in opdracht van de Veiligheidsregio Rotterdam-Rijnmond,   logen bestuurders van Woonbron tegen de brandweer, door te beweren dat er nooit klachten over de brandveiligheid waren geweest. Boze, betrokken bewoners hadden geen stem in de samenstelling van het onderzoeksrapport, wat in het voorjaar van 2018 in stilte werd gepubliceerd. Arjen Littooij, directeur van de Veiligheidsregio Rotterdam-Rijnmond, noemde het in zijn nieuwjaarstoespraak maatschappelijk onverkoopbaar dat bestuurders van woningcorporaties slechts aan minimale wettelijke eisen voor brandveiligheid willen voldoen.  In de zomer van 2024 werden brandblussers in de hallen voor de lift op elke verdieping opgehangen, waarvan in januari 2025 ongeveer de helft reeds gestolen of anderszins verdwenen is.